# Cossacks 3
A Cossacks 3 egy valós-idejű stratégiai számítógépes játék Windows PC-re az ukrán GSC Game World fejlesztésében. A játék a 2001-ben megjelent klasszikus remake-je, így korban a 17. és 18. századi Európa harcmezein játszódik. A Cossacks: European Warsban megtalálható népek közül 12 jelen van a Cossacks 3-ban, a 70 különböző egységtípussal, 100 fejlesztéssel és több mint 140 valóság ihlette történelmi épülettel egyetemben. A játék 2016. szeptember 20-án jelent meg.

## Játék
A Cossacks 3 a Cossacks: European Wars, a Cossacks: Art of War és egyben a Cossacks: Back to War remake-je a mai trendeknek megfelelően. Az előzményekben megtalálható volt népek a különleges egységeikkel, épületeikkel és a fejlesztésekkel mind visszatérnek megújult köntösben. A játék egy teljesen 3D-s grafikus megjelenést kapott, melyet a fejlesztők az alapjaitól írtak meg, így a játék újfent képes akár 10 000 egység megjelenítésére. Ugyanígy alapoktól kezdve építették fel a mesterséges intelligenciát is.

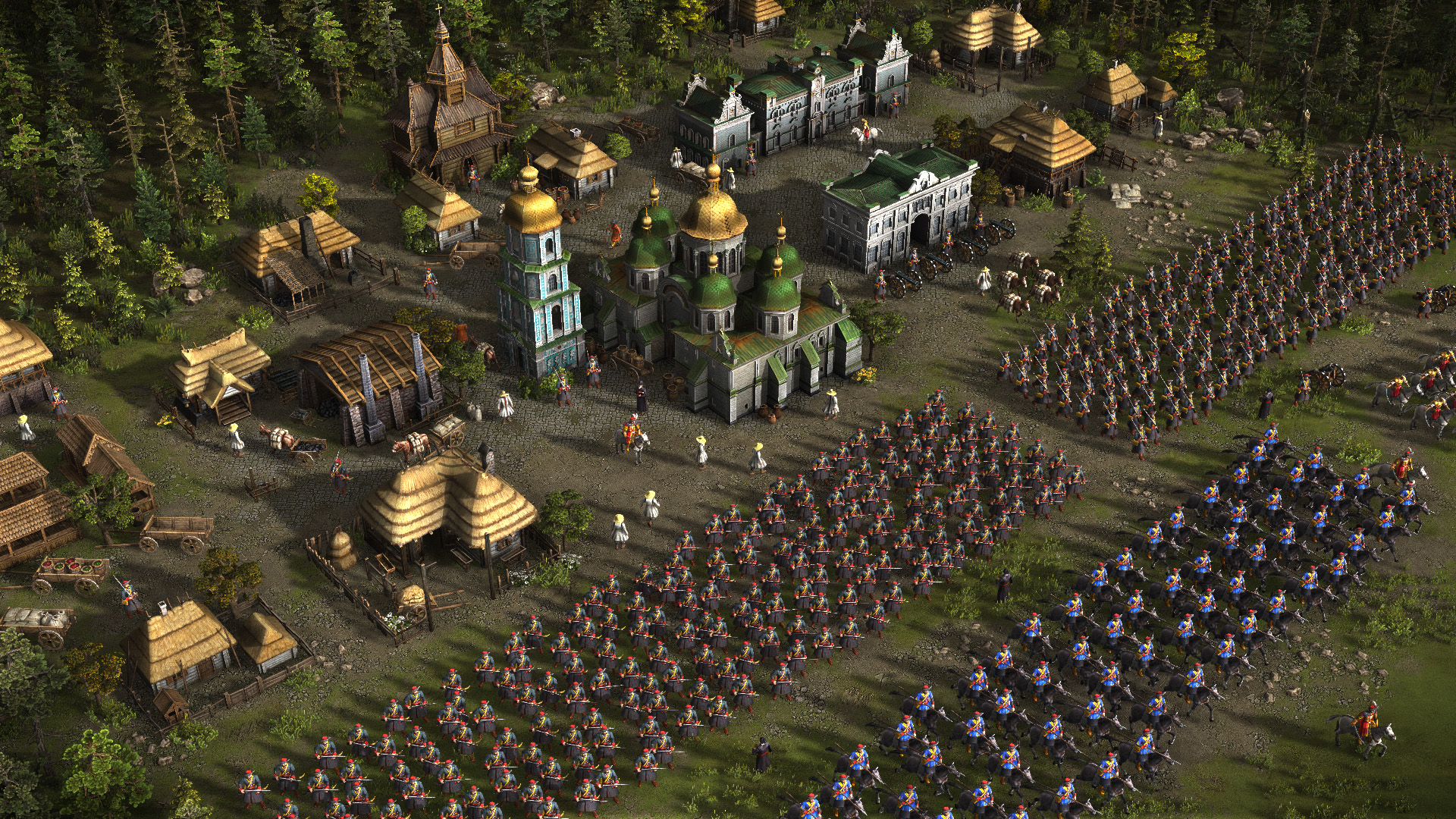
Kép a Cossacks 3 játékból - Ukrán nemzet

### Játszható népek
A Cossacks 3 megjelenéskori változatában az alábbi 12 játszható nép található meg.
 Anglia
 Franciaország
 Spanyolország
 Svédország
 Poroszország
 Ausztria
 Velence
 Lengyelország
 Ukrajna
 Oroszország
 Törökország
 Algéria

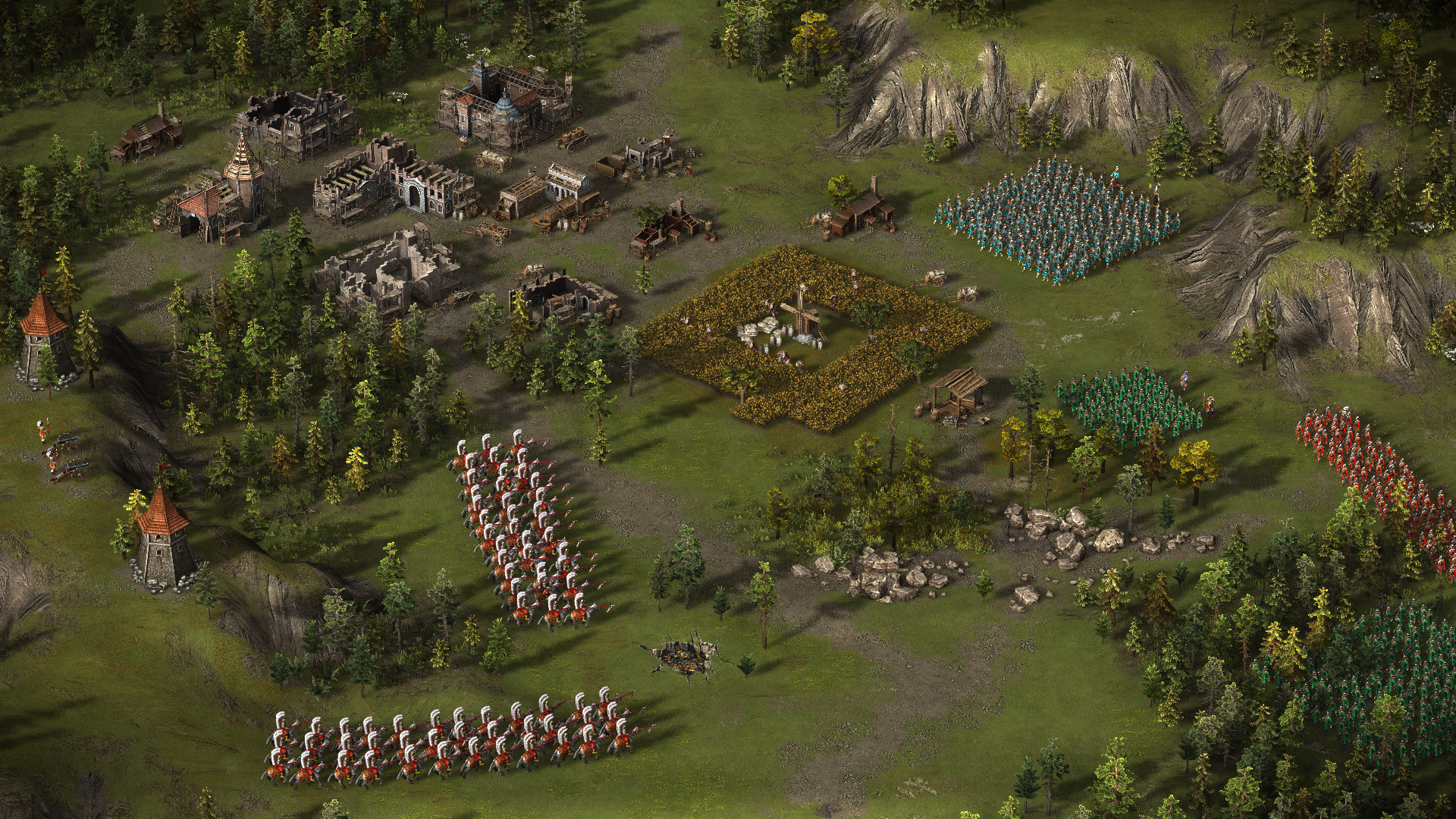
Kép a Cossacks 3 játékból - Támadnak a lengyelek

További 8 nép DLC-kben (letölthető tartalmakban) lesznek hozzáadva.

### Változások
A legszembetűnőbb változás az új grafikus motor, mely teljesen 3D-ben íródott OpenGL-ben. A mesterséges intelligenciát a fejlesztők hasonlóan az alapról írták. Kisebb változások találhatóak az egységek terén, egyesek új kinézetet kaptak, míg újak is kerültek a játékba. Az épületeknél is hasonló a helyzet, sokat részletgazdagabbá tettek, többjüket pedig újjal helyettesítették. A megjelenés után egy később frissítésben elérhetővé teszik a nyolcadik játékost a többjátékos módban. A játék továbbá 5 történelmi kampányt és teljesen új soundtracket fog kapni.
A játékfejlesztők ígérete szerint a Cossacks 3 a megjelenése után tovább fog bővülni DLC-kel (letölthető tartalmak). Továbbá felfedték, hogy a játék egy kiadott szerkesztőnek köszönhetően teljesen moddolható lesz. A Steam Workshop támogatásnak köszönhetően a módokat könnyen el tudjuk majd érni.

### Kiadások

#### Sima változat
A játék kétféle kiadásban érhető el Magyarországon: fizikai (dobozos), illetve digitális változatban. A dobozos változat hazai forgalmazó PlayON Magyarország Kft, amely cégnek köszönhetően a nagyobb áruházláncokban és számítógépes játékokkal foglalkozó boltokban elérhető. Az ajánlott fogyasztói ára 5 990 Ft.
A digitális kiadás a Steam áruházában érhető el két változatban. A sima változat 19.99 euróba kerül.

#### Digital Deluxe változat
A Digital Deluxe változat a nevéből adódóan exkluzívan csak digitálisan elérhető a Steam áruházában. Ezen változat tartalmazni fogja a 4 megjelenést követő letölthető tartalmat (melyekben: 6 egyjátékos kampány, 12 egyjátékos misszió és 8 történelmi csata) és a játék zenéjét, természetesen lossless (minden tömörítés nélküli) formátumban! Ára 29.99 euró .

### Gépigény
| Kritérium          | Minimum gépigény                                              | Ajánlott gépigény                                |
| ------------------ | ------------------------------------------------------------- | ------------------------------------------------ |
| Operációs rendszer | Windows XP/7/8/10                                             | Windows XP/7/8/10                                |
| Processzor         | Intel® Core 2 Duo 1,6 GHz AMD 3000+                           | Intel Core i5-3470, 3.20 GHz AMD FX-6300, 3.5Ghz |
| Memória            | 2 GB RAM                                                      | 4 GB RAM                                         |
| Grafikus kártya    | nVidia GeForce 8800 ATI Radeon HD 2600 PRO 256Mb Intel HD3000 | nVidia GeForce 560 ATI Radeon HD 7900 Series     |
| DirectX verzió     | 9.0c                                                          | 9.0c                                             |
| Hálózat            | Széles sávú internetkapcsolat                                 | Széles sávú internetkapcsolat                    |
| Tárhely            | 4 Gb szabad hely                                              | 6 Gb szabad hely                                 |
| Egyéb megjegyzés   | Felbontás - 1280x768                                          | Felbontás - 1920x1080                            |

A fejlesztők a Steam oldalán tették közzé a hivatalos gépigényeket.

## Érdekesség
Lengyelországban a CDP.pl és a Koch Media partneri együttműködésének köszönhetően előrendelhető volt a játék, egyedüliként a világon. A fejlesztők a nehézkes Steam adminisztráció miatt az előrendelést ugyanis elvetették.
A lengyelek továbbá egy exkluzív csomagot kaptak, melyben különböző ajándékok találhatóak meg: bőr egérpad, dokumentum könyvek és póló.